# Арзакан
Арзака́н — село в Армении в Котайкской области, расположившееся в центре и входящее административно в Разданский район.

## География
Находится на высоте 1800—1900 м над уровнем моря. Арзакан знаменит своей прекрасной природой, горячими источниками, многочисленными пансионатами и гостиницами. Окружён хребтом Цахкуняц на берегу реки Далар. Арзакан один из самых живописных уголков Армении, прославился своим целебным климатом и живописным пейзажем окрестных гор.

## История
Ранее Арзакан именовался Арзакендом. В 1948 году Арзаканский сельсовет относился к Ахтинскому району, и к сельсовету относились не только собственно Арзакан, но и село Агверан. Общая территория сёл составляла 41 км².

## Население
По данным переписи прошедшей в 2008 году, население села составило 2 889 человек.
Национальный состав:
99.7% — армяне
0.2% — русские
0.1% — езиды, курды, дагестанцы

## Климат
Климат умеренно континентальный, засушливый. Лето жаркое и сухое, зима суровая и многоснежная (в некоторые суровые зимы средняя температура самых холодных месяцев опускается даже ниже -15 °C). Осень долгая и тёплая, вплоть до начала ноября стоит тёплая погода. Весна начинается с марта.
Особенностью климата Арзакана являются большие суточные колебания температуры; лето в Арзакане очень жаркое по средней температуре (27,4 °C для июля), а ночами, вместе с тем, холодает на 15 °C по сравнению с днём.
| Показатель              | Янв. | Фев. | Март | Апр. | Май  | Июнь | Июль | Авг. | Сен. | Окт. | Нояб. | Дек. | Год |
| ----------------------- | ---- | ---- | ---- | ---- | ---- | ---- | ---- | ---- | ---- | ---- | ----- | ---- | --- |
| Средняя температура, °C | −11  | −3,8 | 4,0  | 13,6 | 18,8 | 21,4 | 24,3 | 25   | 20,6 | 13,6 | 4,2   | −2,4 |     |
| Источник: ЭСБЕ          |      |      |      |      |      |      |      |      |      |      |       |      |     |

| Показатель                    | Янв.  | Фев. | Март  | Апр. | Май  | Июнь | Июль | Авг. | Сен. | Окт. | Нояб. | Дек.  | Год   |
| ----------------------------- | ----- | ---- | ----- | ---- | ---- | ---- | ---- | ---- | ---- | ---- | ----- | ----- | ----- |
| Абсолютный максимум, °C       | 19,5  | 19,6 | 26,0  | 35,0 | 34,2 | 38,6 | 41,7 | 42,8 | 40,0 | 34,1 | 28,5  | 18,1  | 41,8  |
| Средний суточный максимум, °C | 0,6   | 3,7  | 11,7  | 19,5 | 24,3 | 29,6 | 34,0 | 33,0 | 29,0 | 20,7 | 12,1  | 4,5   | 18,5  |
| Средняя температура, °C       | −6,1  | −4,3 | 5,6   | 12,9 | 17,2 | 22,0 | 26,2 | 27,3 | 21,1 | 13,2 | 6,0   | −0,2  | 12,0  |
| Средний суточный минимум, °C  | −7,8  | −5,3 | 0,3   | 6,9  | 10,8 | 12,4 | 14,2 | 16,8 | 13,3 | 4,9  | 1,4   | −4,6  | 6,2   |
| Абсолютный минимум, °C        | −27,6 | −26  | −19,1 | −6,8 | −0,6 | 3,7  | 7,5  | 7,9  | 0,1  | −6,5 | −14,4 | −27,1 | −27,6 |
| Норма осадков, мм             | 22    | 23   | 30    | 31   | 41   | 19   | 10   | 8    | 9    | 31   | 25    | 21    | 270   |
| Источник: Погода и климат     |       |      |       |      |      |      |      |      |      |      |       |       |       |